# 亂槍打鳥論證
亂槍打鳥論證（英語：Gish gallop）是一種非形式謬誤，提出大量論述（而這些論述往往不合理或有謬誤）使反對者無法一一反駁。

## 技巧和法
在亂槍打鳥論證當中，辯論者在短時間內快速說出大量簡短但未必成立的論證，或甚至是部份事實以及失實陳述等各種欺騙性的內容，而這樣的論述會讓反方在正式辯論的程序當中，無法全數辯駁。在實務上，藉由亂槍打鳥所丟出的論證，往往需要反方花更長的時間來當場否證或確認之。這個技巧可用以浪費反對者的時間，且會讓對這種技巧不熟悉的聽者，因而對對手產生懷疑，尤其在沒有獨立的人員確認事實或聽眾對議題不熟悉時，更是如此。一般而言，比起自由辯論，在具有嚴謹結構的辯論中，人們更難使用亂槍打鳥論證。
如果論者知道對手善於使用亂槍打鳥論證，那他藉可以藉由在對手有機會使用亂槍打鳥論證前，就事先搶占話語權並否定對手常見論點的做法來反制。

## 示例
- 甲：死刑應該廢除，因為死刑不合國際人權潮流、維持死刑不合多數國家都已廢除死刑的趨勢、使用死刑維持治安是落伍的思想、死刑是讓國家向極權政府看齊、讓人民生活在國家濫權恐懼當中的作法、實務上死刑也不比無期徒刑便宜、此外，研究顯示，死刑既不能撫慰受害者，也沒有更強的嚇阻效果、而且死刑的嚇阻效果不受這個網站的支持，而我這裡的這篇論文也清楚說明了死刑沒有嚇阻效果；另外也請想想看，你是否有能力執行死刑？‧‧‧
- 乙：‧‧‧

此例中甲在短時間內講出大量的論證，使得乙無法馬上全數辯駁；而可能合理的部分，也就是「實務上死刑也不比無期徒刑便宜、此外，研究顯示，死刑既不能撫慰受害者，也沒有更強的嚇阻效果、而且死刑的嚇阻效果不受多數犯罪學者的支持」這部份，也需要花時間來確認。其中「死刑不合國際人權潮流」是「訴諸新潮」；「維持死刑不合多數國家都已廢除死刑的趨勢」是「訴諸群眾」；「使用死刑維持治安是落伍的思想」是「年代勢利」；「死刑是讓國家向極權政府看齊、讓人民生活在國家濫權恐懼當中的作法」是「訴諸恐懼」，可能也涉及「滑坡謬誤」（維持死刑→政府走向極權→政府濫權→人民生活於恐懼之中）；「死刑的嚇阻效果不受這個網站的支持」可能涉及「訴諸權威」；「我這裡的這篇論文也清楚說明了死刑沒有嚇阻效果」可能涉及「採櫻桃謬誤」（只呈現反對死刑嚇阻效果的研究，沒有同時並列支持和反對死刑嚇阻效果的研究，並證明說多數研究反對死刑嚇阻效果）；此外「請想想看，你是否有能力執行死刑」這段則涉及「訴諸情感」（在此訴諸的是一般人普遍厭惡殺人的情感）。

## 來源
1. ↑  . warp.povusers.org.   [2019-11-24]. （原始内容存档于2020-12-31）. （页面存档备份，存于）
2. ↑  Logan 2000，第4頁
3. ↑  Sonleitner 2004
4. ↑  Hayward 2015，第67頁
5. ↑  Grant 2011，第74頁
6. ↑  Johnson 2017，第14-15頁
7. ↑  Grant 2015，第55頁

## 外部連結
- （英文）Gish Gallop（页面存档备份，存于）